# Рудановський Леонід Платонович
Леонід Платонович Рудановський (Народився 21  листопада (3 грудня) 1814 в Ніжині, за іншими даними у Мрині Чернігівської губернії — помер 20  серпня (1 вересня) 1877 року у Марієнбаді, в Богемії) — генерал-лейтенант російської армії, учасник Кавказьких походів .

## Біографія
Його батько, який був спочатку вчителем Ніжинського повітового училища, а потім інспектором Ніжинської гімназії, людина освічена, з ранніх років намагався виховати в синах любов до праці і звичку до читання; хлопчик ледь не з п'яти років навчився читати і зачитувався історичними книгами, з яких головним чином складалася бібліотека його батька, захоплювався, за словами М. B. Гербеля, військовими подвигами героїв Греції та Риму і мріяв про військову славу. У 1826 він вступив до 4-й класу гімназії вищих наук князя Безбородька і в липні 1832 роки закінчив в ній курс 5-м кандидатом з правом на чин 12-го класу. За бажанням батька Рудановский поступив 29 липня 1833 р канцелярським чиновником до Департаменту різних податей і зборів, в серпні того ж року був затверджений у чині губернського секретаря, але цивільна служба була йому не до душі: 13, лютого 1834 року він взяв відпустку і поїхав до Ніжина, а потім 1 листопада вступив, на правах студентів, унтер-офіцером до Якутського піхотного полку, виявивши себе, як він сам висловлювався, «непокірним сином». 17 вересня 1835 Рудановский був підвищений до прапорщика, 25 березня 1838 отримав звання підпоручика, 6 листопада 1838 вступив до Імператорської Військової академії, 8 травня 1840 був переведений у поручики, а 29 грудня, після закінчення курсу Академії, зарахований до Генерального штабу, 2 січня 1841 року призначений у штаб 3-го піхотного корпусу, 9 грудня 1841 переведений до Окремого Кавказького корпусу і вже 25 грудня 1842 за відзнаку у справах проти горців, отримав орден св. Станіслава 3-го ступеня. З цього часу до 1860 майже безперервно тривала бойова діяльність Рудановського, і цей період є найблискучішим періодом його життя і діяльності.
4 липня 1844 р за експедицію 1843 року йому була оголошена царська Найвища милість, 24 липня він був підвищений до капітана, а в експедиції 1845 брав діяльну участь в атаці правого ворожого флангу, в заволодінні висотами Данкуль-Бярского хребта і в переслідуванні втекли горців до сіл. Ніци. За це Рудановский отримав орден св. Анни 3-го ступеня з бантом і 10 квітня 1845 отримав звання підполковника. У тому ж 1845 10 грудня Рудановський нагороджений орденом св. Володимира 4-го ступеня з бантом, а 4 жовтня 1846 року він був призначений в штаб військ Кавказької лінії і Чорноморії і 11 березня 1847 нагороджений орденом св. Анни 2-го ступеня за взяття 25 липня 1846 штурмом завалів на хребті Тлія, в експедиції 1846; 27 жовтня того ж року Рудановський був зарахований назад в корпусну квартиру, а 20 квітня 1848 відправлений для виправлення посади дивізійного квартирмейстера 20-ї піхотної дивізії, На цій посаді і затверджений наказом від 28 липня того ж року. 20 березня 1849 Рудановський призначений обер-квартирмейстером військ Кавказької лінії і Чорноморії, 16 серпня того ж року за експедицію проти горців 1848 року був нагороджений золотою шпагою з написом «За хоробрість», 3 червня 1850 він став полковником і отримав низку нагород, в тому числі 26 листопада 1853 орден св. Георгія 4-го ступеня.
12 березня 1854 з переходом Кавказької лінії і Чорноморії у відання отамана Війська Донського, Рудановський відряджений був у його розпорядження для повідомлення йому відомостей про Кавказьку лініюї і Чорноморію, 8 липня 1854 році йому був наданий перстень з вензелевим зображенням Імператорського імені за експедицію проти горців 1853 року. 8 травня 1855 Рудановський відряджений, без відрахування від посади обер-квартирмейстера, в діючий проти турків корпус на кавказько-турецькому кордоні і 3 червня брав участь у кавалерійській справі російського авангарду під стінами Карса 28 червня він провів рекогносцировку частини Карських укріплень, що лежать на лівому березі Карс-чаю, 17 вересня брав участь у штурмі Карса в складі колони генерала Ковалевського, атакував зі своїм загоном турецькі війська, розташовані на Шорахських висотах. Приступ був відбитий, причому сам Ковалевський — смертельно поранений, більшість офіцерів перебито, а Рудановський, поранений осколком гранати в ступню лівої ноги з пошкодженням кісток, сів на коня і, поки дозволяли сили, не покинув поля бою. Після бою він взяв відпустку і поїхав в Тифліс, а в травні місяці 1856 знову прийняв команду над загоном, призначеним для зміцнення Анапи .
5 березня 1856 році йому оголошена Найвища милість за справи проти турків, а 21 березня він отримав звання генерал-майора, 8 квітня призначений командиром 1-ї бригади Чорноморських лінійних батальйонів і 16 серпня — начальником штабу 20-ї піхотної дивізії і військ лівого крила Кавказькій лінії. 22 лютого 1857 він отримав орден св. Станіслава 1-го ступеня за зміцнення Анапи, і тоді ж імператор дозволив йому ходити з ручною милицею для полегшення пораненої ноги, яка давала себе знати під час походів. У вересні 1857 Рудановський керував експедицією проти горців, взявши штурмом аул Осман-Юрт і за це 6 жовтня нагороджений орденом св. Анни 1-го ступеня з мечами.
10 квітня 1858 Рудановский був відряджений у розпорядження командувача військами правого крила Кавказької лінії (згодом Кубанської області) для виправлення посади його помічника і 12 липня затверджений на цій посаді. В експедиції, здійсненій у 1858 під начальством генерала Євдокимова для заняття Аргунскої ущелини, він командував лівою колоною і посланий був по правому березі Шаро-Аргуна через Ізмаїл-Юрт, лівіше Дутена, на хребті Шімберди, щоб загрожувати супротивнику обходом, якби він вирішив триматися в Дутені. Потім, вже цілком самостійно, Рудановський побудував і зміцнив Майкоп — штаб-квартиру Кубанського піхотного полку — і, керуючи осінньої експедицією, взяв і винищив укріплений Баракаївський аул, за що був нагороджений 6 листопада короною і мечами до ордена св. Анни 1-го ступеня. У 1859 Рудановський був начальником військ Майкопського і Білоріченского загонів, а також Люблінського, яким командував і в 1860.
З весни 1860 Шапсугський загін, начальство над яким було доручено Рудановському, почав наступальні дії, взяв штурмом аул Кубаніц, знищив аули, відомі під загальною назвою Етого-Охо, аули Тей-Маз-Хобль, два великі аулу в ущелині Доган і багато інших, так що, за словами газети «Кавказ» (1860, № 77), тільки з 21 по 24 вересня 1860 Рудановський розорив 38 великих аулів, не рахуючи малих, взяв до 100 голів великої худоби, багато сіна і очистив від неприятеля всю ущелину ріки Азіпса. У вересні Рудановський звів ще Григорівське украплення і побудував міст на річці Шебш. 17 жовтня 1860 він був підвищений в генерал-лейтенанти, але вже на початку 1861 року в його службовій діяльності стався крутий переворот; Н. В. Гербель у своїй статті про Рудановського пояснює цей переворот незгодами з начальством. З1861 кар'єра Рудановського майже закінчилася.
20 квітня 1861 він був переведений з Кавказу в розпорядження Головнокомандуючого колишньої 1-ю армією, потім, 31 травня 1861 р призначений військовим начальником Августовської губернії, 1 серпня — начальником 8-ї піхотної дивізії, 5 березня 1862 отримав Найвище іменне благовоління за успішні результати, надані 8-м стрілецьким батальйоном з усіх предметів освіти. Під час придушення Польського повстання 1863 він командував, з січня по листопад 1863 спочатку Володимиро-Волинським, а потім Кременецьким загоном, 3 червня 1863 як нагороду отримав грошову оренду по дві тисячі рублів на рік на дванадцять років, але разом з цим 22 вересня був зарахований до Генерального штабу із зарахуванням по запасних військах. Потім до 1869 Рудановський ще отримав кілька нагород (16 січня 1864 — орден св. Володимира 2-го ступеня, 15 квітня 1866 г. — орден Білого Орла і, нарешті, в травні 1868 р — табакерку з портретом Його Величності).
20 грудня 1864 Рудановский був призначений начальником 29-ї піхотної дивізії, але 25 березня 1869 був остаточно відрахований в запас із залишенням в Генеральному штабі і з призначенням кандидатом на посаду коменданта, як повідомив його в листі військовий міністр. Рудановский не міг примиритися зі звільненням в запас і через півтора року звернувся з листом до військового міністра, в якому говорив, що здоров'я його покращало, що він хотів би більш живої справи, ніж посада коменданта, так як він ще відчуває себе повним енергії і не жадає відпочинку. «Служба для суспільства, — писав він, — була завжди метою мого життя, і тепер діяльність — найкращі ліки для мене. Ні приватне життя, ні матеріальні вигоди ніколи не мали для мене значення; про засоби я не дбаю, бо звик задовольнятися найнеобхіднішим». Відповіді Рудановский не отримав, і це остаточно підірвало його здоров'я: влітку 1874 року його вразив нервовий удар, який майже паралізував у Рудановского обидві ноги і обидві руки. Два рази їздив він за кордон лікуватися, але ніщо вже не могло допомогти йому, і 20  серпня (1 вересня) 1877 року він помер у Марієнбаді, в Богемії; похований на родинному цвинтарі в містечку Мрині, Ніжинського повіту.
Рудановский був людиною добре освіченою; вільний від походів час присвячував заняттям історією і, між іншим, за словами Гербеля, склав мемуари в 4-х великих томах: «Військовий огляд Південного Дагестану» і «Записки очевидця про деякі події кампаній на Кавказі в 1843, 1844, 1845 і 1846 рр.» — матеріали для історії Кавказької війни. Записки ці дісталися його спадкоємцю. М. Я. Ольшевський писав про Рудановського: 
| Не відбираючи в нього природних здібностей, розуму і відомостей, придбаних ним читанням і у військовій академії, потрібно по справедливості сказати, що він був непомірно честолюбний, до смішного самолюбний і до крайності дратівливий. Але так як до дратівливості домішувалася нерішучість із підозрілістю, то і відбувалося насправді, що Леонід Платонович, мій хороший знайомий і співакадемік, або робився недоречно рішучим і заповзятливим, або обережним і завбачливим. |
При Ніжинській гімназії Рудановський заснував дві стипендії на пам'ять свого батька, Платона Йосиповича Рудановского.